# Lex municipii Tarentini
La lex municipii Tarentini è una legge romana (tecnicamente una lex data, ovvero una legge emanata dal magistrato senza la conferma dei comizi), predisposta da uno o da più magistrati romani incaricati di costruire il nuovo municipium di Tarentum, sul modello e in attuazione di una lex rogata.
Dello statuto municipale di Taranto si conserva la tavola VIIII, di cui la colonna a sinistra è leggibile integralmente, mentre dell'altra, invece, restano poche parole su diverse linee. La colonna superstite consta di 44 linee, divise in sei capitoli, il primo e l'ultimo dei quali mutili.
La legge può essere datata in un intervallo tra la fine della guerra sociale (89 a.C.), quando venne concessa la cittadinanza agli italici, e il 62 a.C., terminus post quem per l'avvenuto conferimento della cittadinanza secondo la testimonianza di Cicerone. L'attestazione del passaggio da un assetto quattuorvirale a uno duumvirale, come si evince dalla lettura della legge, dovrebbe suggerire forse una datazione più recente, fino agli anni quaranta del I secolo a.C. Una notizia di Plinio, circa l'unione della colonia Neptunia, potrebbe suggerire inoltre l'occasione in cui Roma sentì la necessità di conferire lo statuto al municipio.
La tavola in lamina bronzea, spaccata in sei frammenti, venne scoperta il 18 ottobre 1894 da Luigi Viola durante degli scavi nella moderna Taranto. Attualmente è custodita nel Museo archeologico nazionale di Napoli, mentre una copia è quella presente presso il Museo archeologico nazionale di Taranto (MArTA) e presso la Biblioteca Civica Pietro Acclavio.

## Contenuti
La legge sembra attestare, al capitolo quattro, l'esistenza di pratiche di speculazione edilizia fondate sull'abbattimento intenzionale di edifici preesistenti ai fini della loro riedificazione, in forme anche "qualitativamente inferiori", puntando sul rialzo dei prezzi e sfruttando il reimpiego del materiale demolito. Tali pratiche erano del resto diffuse a Roma, come attestano Strabone e Plutarco, si pensi alla vicenda di Crasso e delle sue fortune fondate proprio, secondo Plutarco, sulla rapida ricostruzione degli edifici pericolanti e la loro rivendita a prezzi rivalutati.

## La legge
religiossae est erit fra[u]dato neive av[e]rtito neive facito quo eorum

quid fiat neive per li[tt]eras publicas fraudemve publicum peius

facito d(olo) m(alo) quei faxit quanta ea res erit quadruplum multae esto

eamque pequniam mu[n]icipio dare damnas esto eiusque pequniae

magistratus quei quomque in municipio erit petitio exactioque esto

2. IIIIvir(ei) aedilesque quei h(ac) l(ege) primei erunt quei eorum Tarentum venerit

is in diebus XX proxumeis quibus post h(anc) l(egem) datam primum Tarentum venerit

facito quei pro se praesstat praedes praediaque ad IIIIvir(um) det quod satis

sit quae pequnia public[a sa]cra religiosa eius municipi ad se in suo magistratu

pervenerit eam pequni[a]m municipio Tarentino salvam recte esse futur[a]m

eiusque rei rationem r[ed]diturum ita utei senatus censuerit isque IIIIvir

quoi ita praes dabitur ac[c]ipito idque in tabu[leis p]ubliceis scriptum sit

facito quique quomqu[e] comitia duovireis a[edi]libusve rogandeis

habebit is antequam maior pars curiarum quemque eorum quei

magistratum eis comitieis petent renuntiabit ab eis quei petent praedes

quod satis sit accipito [q]uae pecunia publica sacra religiosa eius municipi

[ad] quemque eorum in eo magistratu pervenerit eam pequniam municipio

Tarentino salvam rec[te] ess[e futu]ra[m ei]usque rei ration[e]m redditurum

ita utei senatus ce[nsu]erit  [i]dque in [tabul]eis publiceis scriptum sit facito

quodque [quoi]que neg[otium pub]lice in m[unicipi]o de s(enatus) s(ententia) datum erit negotive

publicei gesserit pequniamque publica[m deder]it exegerit is quoi ita negotium

datum erit negotive quid publice gesser[it] pequniamve publicam dederit

exegerit eius rei rationem senatui reddito refertoque in di[eb]us X proxume[is]

quibus senatus eius municipi censuer[i]t sine d(olo) m(alo)

3. quei decurio municipi Tarentinei est erit queive in municipio Tarenti[no in]

senatu sententiam deixerit is in o[pp]ido Tarentei aut intra eius muni[cipi]

fineis aedificium quod non minu[s] MD tegularum tectum sit habeto [sine]

d(olo) m(alo) quei eorum ita aedificium suom non habebit seive quis eorum

aedificium emerit mancupiove acceperit quo hoic legi fraudem f[axit]

is in annos singulos HS n(ummum) MMMMM municipio Tarentino dare damnas esto

4. nei quis in oppido quod eius municipi e[r]it aedificium detegito neive dem[olito]

neive disturbato nisei quod non deterius restituturus erit nisei d[e] s(enatus) s(ententia)

sei quis adversus ea faxit quant[i] id aedificium f[u]erit tantam pequni[a]m

municipio dare damnas esto eiusque pequniae [que]i volet petiti[o] esto

magi(stratus) quei exegerit dimidium in [p]ublicum referto dimidium in l[u]deis quos

publice in eo magistratu facie[t] consumito seive ad monumentum suom

in publico consumere volet l[icet]o idque ei s(ine) f(raude) s(ua) facere liceto

5. sei quas vias fossas clouacas IIIIvir IIvir aedilisve eius municipi caussa

publice facere immittere commutare aedificare munire volet intra

eos fineis quei eius municipi erun[t] quod eius sine iniuria fiat id ei facere

liceto

6. quei pequniam municipio Tarentin[o] non debebit sei quis eorum quei

2. Colui che sarà il primo dei quattuorviri o il primo degli edili in forza di questa legge, sarà tenuto a recarsi a Taranto; costui entro 20 giorni a decorrere dal suo arrivo a Taranto in seguito al rilascio di questa carta, dovrà provvedere che la sua fideiussione possa essere in grado di fornire ai restanti quattuorviri malleverie sufficienti e garanzie cosicché quei valori, siano essi del municipio o sacri o religiosi, che siano passati nelle loro mani durante il mandato, vengano assicurati nell'interesse del municipio di Taranto, e così quest'ultimo dovrà render conto di ciò come il Senato ha decretato. I quattuorviri, ai quali viene offerta la fideiussione, dovranno accettare e provvedere affinché ciò venga registrato nei documenti ufficiali. E ogni volta che qualsiasi magistrato tenga elezioni per duumviri o edili, prima che la maggior parte delle curie dichiarino il loro voto a favore di un candidato ad una carica a tali elezioni, egli dovrà accettare garanzie sufficienti da parte dei candidati cosicché qualunque di quei valori, siano essi pubblici, religiosi o sacri, che siano venuti in loro possesso durante il loro mandato, vengano assicurati al municipio di Taranto, che di ciò dovrà produrre un rendiconto come il Senato ha decretato e inoltre dovrà prevedere che tale garanzia sia iscritta nei registri ufficiali. Se qualsiasi attività commerciale sarà conferita pubblicamente a chiunque in base a una risoluzione del Senato o se chicchessia pervenga a transigere qualsiasi affare pubblico e versi denaro o raccolga fondi pubblici in relazione ad esso, colui al quale l’affare è conferito, o avrà gerito un qualche negozio pubblicamente o avrà erogato, riscosso fondi pubblici, di ciò deve rendere conto al Senato e deve riferire senza alcun intento fraudolento entro dieci giorni immediatamente successivi al decreto del Senato del municipio. 

3. Chiunque è o sarà membro del Senato decurionale di Taranto o chi dà il suo voto al medesimo municipio deve possedere, senza intenzione di inganno, una dimora coperta con almeno 1.500 tegole all'interno della città di Taranto o nel territorio di quel municipio. Se qualche senatore non possiede una dimora con tali requisiti, o se qualcuno di loro compra una tale casa o la acquista per mancipazione in modo tale da eludere questa legge, costui è passibile di una sanzione di 5.000 sesterzi all’anno a favore del municipio di Taranto.
 
4. Nessuno può rimuovere un tetto o demolire o smontare una dimora nella città di questo municipio se non con l'autorità del Senato, a meno che non lo ricostruisca o vi apporti migliorie. Chiunque agirà in contrasto con questa disposizione sarà condannato a pagare al comune il valore del fabbricato in quel momento, e di questa somma spetterà a chiunque lo vorrà la richiesta in giudizio. Il magistrato che esige la somma dovrà versare una metà nel tesoro pubblico e conferire l'altra metà nell'importo destinato ai giochi pubblici, che egli organizzerà durante il suo mandato, o gli dovrà essere permesso di utilizzare quest'ultimo per il suo monumento pubblico, se lo desideri, e questo egli è autorizzato a fare senza pregiudizio per se stesso. 

5. Se un quattuorviro, un duumviro o un edile desideri di edificare, scavare, cambiare, costruire, ovvero pavimentare strade, fossi o fognature per il benessere pubblico di questo municipio e all'interno dei suoi confini è ammesso per lui farlo, a condizione che questo lavoro sia fatto senza danno. 

(CIL I, 00590)